# Antoine Mboumbou Miyakou
Antoine de Padoue Mboumbou Miyakou, né le 12 mars 1937 à Mayumba et mort le 20 avril 2024 à Akanda, est un homme politique gabonais, membre du gouvernement du Gabon de 1982 à 2006, et président du Conseil économique et social du Gabon de 2006 à 2012. Il a également occupé le poste de vice-président du Parti démocratique gabonais (PDG).

## Biographie
Antoine Mboumbou Miyakou est né à Mayumba dans le sud du Gabon le 12 mars 1937. 

### Carrière
Antoine Mboumbou Miyakou remplace Thomas KAMARA en qualité de préfet de la province du Haut-Ogooué de janvier 1974 à décembre 1975, et gouverneur de cette même province de décembre 1975 à octobre 1981. En 1982, il est ensuite nommé au gouvernement en tant que Secrétaire d'État. Par la suite, il est promu au rang de Ministre-Délégué, au sein du Ministère d'État de l'administration territoriale et des collectivités locales. Il est ensuite ministre Délégué dépendant du troisième vice-Premier ministre de 1987 à 1988 et ministre délégué du deuxième vice-premier ministre de 1988 à 1990.
En 1990, Antoine Mboumbou Miyakou occupe le poste de ministre de l'administration territoriale et des collectivités locales. À ce titre et en sa qualité de président de la Commission électorale, il a joué un rôle important lors de la controversée élection présidentielle de décembre 1993, à l'issue de laquelle, le président Omar Bongo a été réélu. Son portefeuille ministériel a été modifié en mars 1994, lorsqu'il est nommé ministre de l'Intérieur, des collectivités locales et de la sécurité mobile. Il occupe ensuite le poste de ministre des transports, de la marine marchande et de la pêche, chargé du tourisme et des parcs nationaux, en novembre 1994. Il est promu au poste de ministre d'État, chargé de l'intérieur, de la sécurité publique et de la décentralisation en 1995.
Antoine Mboumbou Miyakou est devenu maire de Ndindi en 1996 ; il a également été élu à l'Assemblée nationale en tant que représentant du PDG dans la province de la Nyanga lors des élections législatives de décembre 1996, et réélu lors des élections législatives de décembre 2001. Il conserve ses fonctions gouvernementales après chacune de ces élections, et occupe toujours le poste de ministre de l'intérieur, de la sécurité publique et de la décentralisation jusqu'à sa nomination au poste de vice-Premier ministre pour les Affaires urbaines, le 27 janvier 2002.
Le 3 juin 2005, il est nommé vice-Premier ministre, chargé des relations avec le Parlement, chargé des missions et du suivi des commissions interministérielles.
Le président Bongo nomme Antoine Mboumbou Miyakou en tant que président du Conseil économique et social le 19 janvier 2006. Il occupe ce poste jusqu'en juillet 2012, date à laquelle il est remplacé par Paul Biyoghé Mba. Le 10 juin 2014, il est nommé conseiller politique du président, Ali Bongo.

### Mort
Le 20 avril 2024, Antoine Mboumbou Miyakou meurt à l'hôpital militaire d’Akanda pour cause de diabète et d’insuffisance rénale.